# Täckfärg
Täckfärg är det färgmaterial som används för det yttersta, täckande skiktet i ett målningssystem bestående av flera skikt med olika funktion. Invändigt kan täckfärg också användas direkt på ett underlag av till exempel trä eller tapet. Täckfärg är, som namnet antyder, täckande på så sätt att underlagets färg inte syns. Eftersom inte alla färgpigment är ogenomskinliga behövs det ibland tillsats av ett annat täckande färgpigment i färgen för att få större täckförmåga. Täckfärg tillverkas med en rad olika bindemedel och i kvaliteter anpassade för olika ändamål. Det oegentliga begreppet täcklasyr brukar användas för täckande färger där andelen fyllnadsmedel är så liten att underlagets ytstruktur tydligt kan ses genom färgskiktet.